# 워크래프트: 오크와 인간
워크래프트: 오크와 인간(Warcraft: Orcs and Humans)은 블리자드 엔터테인먼트가 1994년에 발매한 전략 시뮬레이션 컴퓨터 게임이다. 원래는 도스용으로 발매하였으나, 나중에는 맥 OS 7에서도 즐길 수 있는 버전을 판매하였다. 워크래프트 시리즈는 게임 역사상 가장 유명한 시리즈 중에 하나로 자리잡았다.
워크래프트는 아제로스(Azeroth) 대륙에서 인간과 오크족의 첫 대립, 1차 대전쟁(The First Great War)을 다룬다.

## 줄거리
피에 굶주리고 포악한 오크 족이 드레노어(방랑자의 안식처) 행성에서 '어둠의 문(Dark Portal)'으로 알려진 차원문을 통해서 건너와 휴먼 족의 비옥한 아제로스 대륙을 침략하여 전쟁이 벌어지게 된다. 플레이어는 오크족이나 인간족 중 하나를 선택하여 서로를 싸우게 된다. 몇몇 미션은 던전 형식이다. 던전 형식의 맵은 워크래프트 II: 타이드 오브 다크니스에서는 배제되었으나 워크래프트 III: 레인 오브 카오스에서 다시 등장하였다. 한국에서는 유즈맵의 인기가 높은 게임이다.

## 워크래프트의 종족
- 인간 (Human)
- 오크 (Orc)

## 평가
| 평가 |           |
| --- | --------- |
| 평론 점수 평론사 점수 드래곤 [ 1 ] 게임 레볼루션 A- [ 2 ] Mac Gamer 92% (MAC) [ 3 ] Next Generation (MAC) [ 4 ] Abandonia 4.0 [ 5 ] Just Games Retro 78% [ 6 ] |           |
| 평론 점수 |           |
| 평론사 | 점수      |
| 드래곤 | [ 1 ]     |
| 게임 레볼루션 | A-        |
| Mac Gamer | 92% (MAC) |
| Next Generation | (MAC)     |
| Abandonia | 4.0       |
| Just Games Retro | 78%       |